# Gorkha
Pour l’article homonyme, voir Gurkhas.
Gorkha – en népalais : गोर्खा – est une ville du Népal, située dans le district de Gorkha (dont elle est le chef-lieu), la zone de Gandaki et la région de développement Ouest.
Elle fut la capitale d'une principauté fondée par les Gurkhas en 1559, descendants de Bappa Rawal, et conduits par leur chef Dravya Shâh. Durant la deuxième moitié du XVIIIe siècle, l'un de ses descendants, le mahârâja Prithivî Nârâyan Shâh, unifia un certain nombre d'États indépendants des contreforts de l'Himalaya en 1768 et fonda le Népal moderne, dont il devint le premier roi.
Le palais médiéval, la grotte de Gorakhnath, le temple de Kalika ainsi que plusieurs autres monuments de la ville ont été proposés en 1996 pour une inscription au patrimoine mondial et figure sur la « liste indicative » de l’UNESCO dans la catégorie patrimoine culturel.